# سرگرد
| درجه‌های ارتش ایران | درجه‌های ارتش ایران | درجه‌های ارتش ایران |
| نیروها             | نیروها             | نیروها             |
| زمینی و هوایی      | دریایی             |                    |
| ------------------ | ------------------ | ------------------ |
| ارتشبد             | دریابد             |                    |
| سپهبد              | دریاسالار          |                    |
| سرلشکر             | دریابان            |                    |
| سرتیپ              | دریادار            |                    |
| سرتیپ دوم          | دریادار دوم        |                    |
| سرهنگ              | ناخدا یکم          |                    |
| سرهنگ دوم          | ناخدا دوم          |                    |
| سرگرد              | ناخدا سوم          |                    |
| سروان              | ناوسروان           |                    |
| ستوان ۳، ۲ و ۱     | ناوبان ۳، ۲ و ۱    |                    |
| استوار ۲ و ۱       | ناواستوار ۲ و ۱    | ناواستوار ۲ و ۱    |
| گروهبان ۳، ۲ و ۱   | مهناوی ۳، ۲ و ۱    | مهناوی ۳، ۲ و ۱    |
| سرجوخه             | سرناوی             | سرناوی             |
| سرباز ۲ و ۱        | ناوی ۲ و ۱         | ناوی ۲ و ۱         |
| سرباز              | ناوی               | ناوی               |

سرگرد یکی از درجات افسری در نیروهای مسلح است که جایگاهی پایین‌تر از سرهنگ دوم و بالاتر از سروان دارد.
دارنده درجه سرگرد در نیروهای مسلح معمولاً فرمانده یک گردان است که ۳۰۰ تا ۱۰۰۰ سرباز دارد.

## واژه‌شناسی
اصطلاح «سرگرد» از دو واژه ساخته شده‌است: «سر» + «گُرد» («پهلوان، دلیر؛ جنگاور» < پارسی میانه: gurd < ایرانی باستان: -vr̥ta* > نیاایرانی: vr̥t-: -vart «محافظت کردن، پاییدن، مقاومت کردن»).
«سرگرد» در فرهنگ‌های کهن، از آن جمله در تذکرهٔ «خزانه عامره»، تألیف میرغلامعلی آزاد بلگرامی «فرمانده دسته‌ای از لشکر» تعریف شده. «گردان» به معنای «سپاهیان، لشکریان یا جنگاوران» در «شاهنامه» بسیار به کار رفته‌است. چنانچه، فردوسی گفته:
برو با سپاهی به کردار کوه،

گزین کن ز گردان لشکر گروه.
اصطلاح «سرگرد» را سال ۱۳۱۴ فرهنگستان زبان ایران با پیشنهاد انجمن واژه‌گزینی ارتش شاهنشاهی ایران، به معنای «فرمانده گردان» جایگزین درجهٔ «یاور» کرد، که برابر درجهٔ «ماژور» (از فرانسه‌ای major > لاتینی maior «مهتر، سردار») بود. همزمان واژهٔ «گردان» نیز با پیشنهاد انجمن واژه‌گزینی ارتش جایگزین اصطلاح فرانسوی «باطالیون» (از فرانسوی: Bataillon‎ > ایتالیایی: Battaglione «دسته» > ایتالیایی: Battaglia «گروه») شد.

## پیشینه
یگان رزمی برابر با گردان نخستین بار در سپاه ساسانیان (۲۲۴ — ۶۵۱ میلادی) تشکیل شده‌است. سپاه (پارسی میانه: spāh) بر پایه سیستم شمارش دهدهی گروهبندی می‌شده و فرمانده آن سپاهبد (پارسی باستان: spāhbed) بود.
سپاه چند یگان ۵٬۰۰۰ نفری را در بر می‌گرفته که گند (پارسی میانه: gund) نامیده می‌شده‌اند و فرمانده آنها گندسالار (پارسی میانه: gund-sālār) بوده‌است. هر گند از چند یگان ۱۰۰۰ نفری تشکیل می‌شده که درفش (پارسی میانه: drafš) نام داشتند و فرمانده آنها درفش‌سالار (پارسی میانه: drafš-sālār) خوانده می‌شد. این هنگ‌ها از چند یگان ۵۰۰ نفره تشکیل می‌شده‌اند که برابر با گردان‌های امروزی بوده و «وَشت» (پارسی میانه: wašt) نام داشته‌اند و فرمانده آنها وشت‌سالار (پارسی میانه: wašt-sālār) بوده‌است. هر وشت یا گردان چند گروهان را دربرداشته که «تَهم» (پارسی میانه: tahm) نامیده و فرمانده آن تهم‌دار (پارسی میانه: tahmdār) خوانده می‌شدند. احتمال می‌رود که کوچک‌ترین یگان در سپاه شاهنشاهی ساسانی رده (پارسی میانه: radag) نام داشته‌اشت.

## دوران معاصر
در دوره پهلوی اول، این درجه را «یاور» می‌نامیدند. درجه سرگردی یکی از درجات افسری ارشد ارتش است که فرد نظامی ای که از درجه سروانی ترفیع می‌گیرد و به درجه سرگردی دست پیدا می‌کند و از ردهٔ افسران جزء در ردهٔ افسران ارشد قرار می‌گیرد، باید دو خوشهٔ طلایی گندم هلالی شکل (یک ردیف خوشه) که نشانهٔ افسران ارشد است و آن‌ها را از افسران جزء متمایز می‌کند را روی نقاب کلاه نظامی خود که باید کمی بلندتر از کلاه‌های معمولی (کلاه درجه داران و افسران جزء) باشد نصب کند؛ و این کلاه خوشه دار (با یک ردیف خوشه) تا بعد از درجهٔ سرهنگ تمامی برای فرد نظامی قابل استفاده است و وقتی که یک فرد نظامی به درجهٔ سرتیپ دومی که فرد نظامی را از ردهٔ افسران ارشد در ردهٔ امرا و سرداران (امیر و سردار نظامی) قرار می‌دهد دست پیدا کند باید یک ردیف خوشهٔ دیگر که باید کوچک‌تر از ردیف قبلی باشد (دو خوشهٔ هلالی کوچک) باید روی نقاب کلاه نظامی خود و در بین دو خوشهٔ بزرگ قبلی نصب کند که جمعاً چهار خوشه (دو بزرگ و دو کوچک) روی نقاب این افراد نصب شده‌است.
درجهٔ سرگردی برابر با درجهٔ ناخدا سومی در نیروی دریایی است.

## نگارخانه

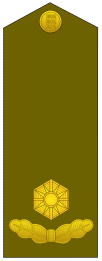
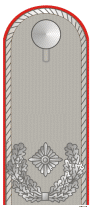
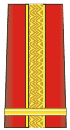
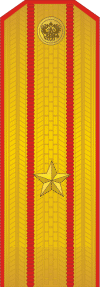
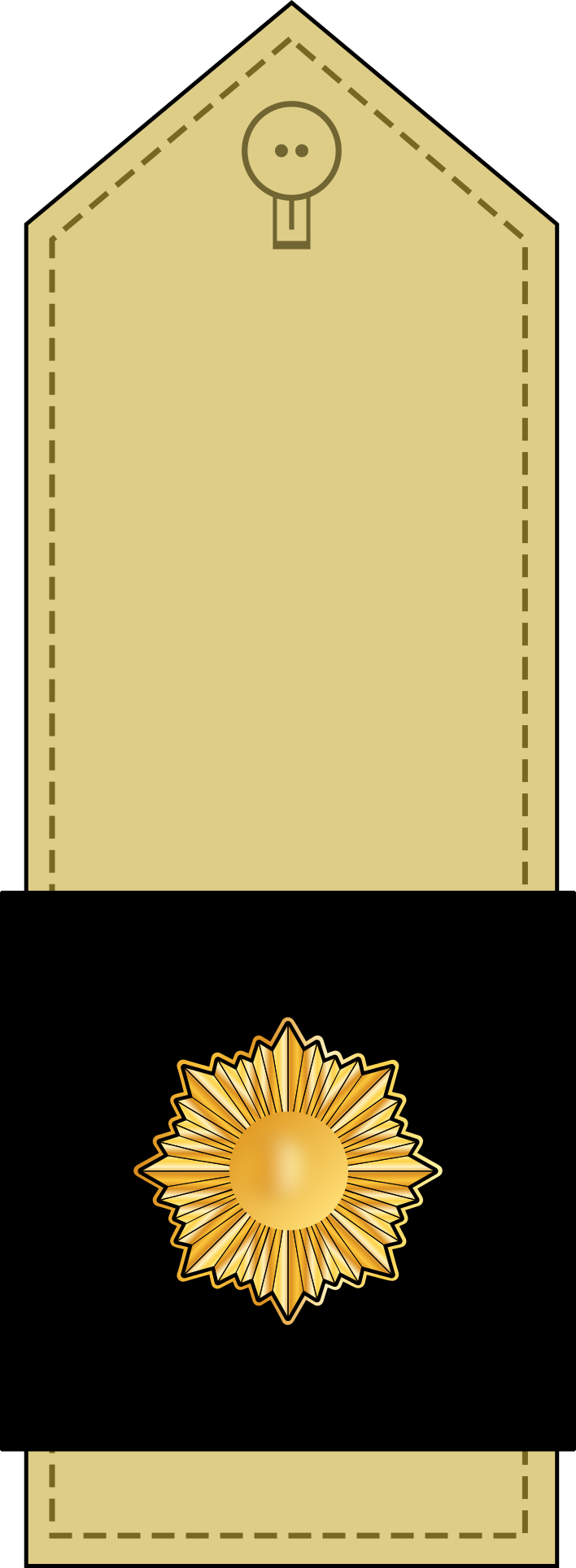
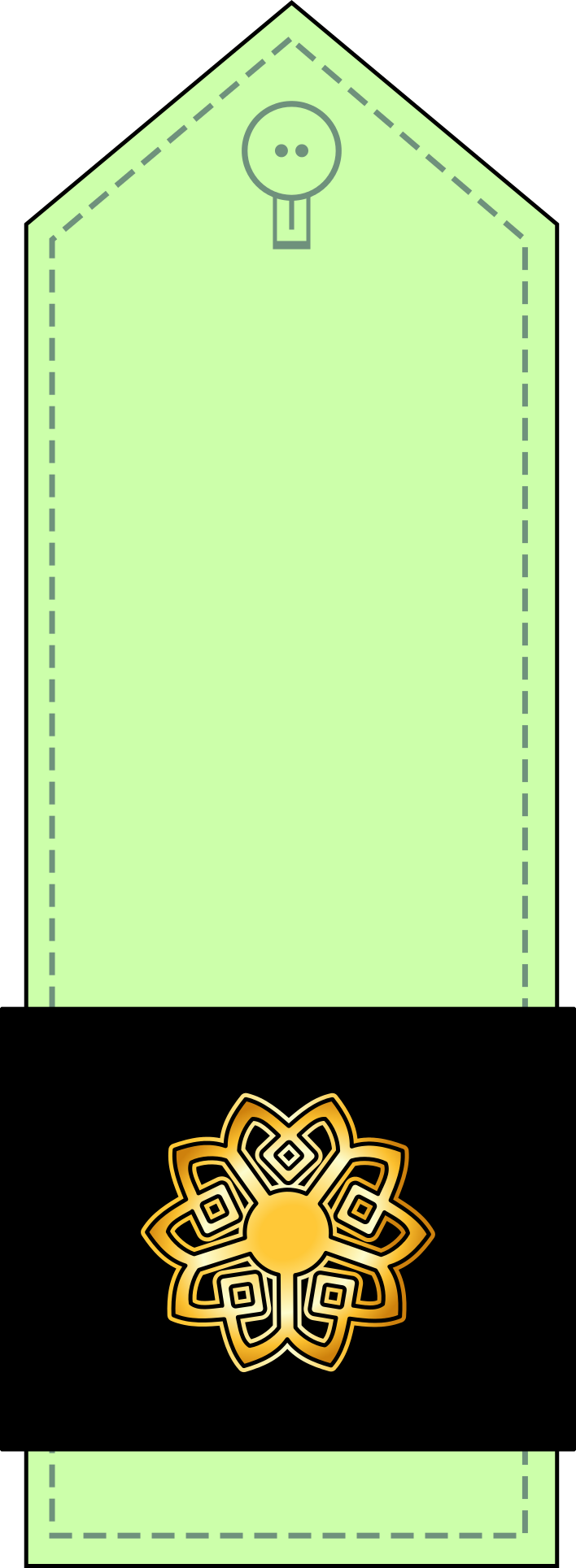
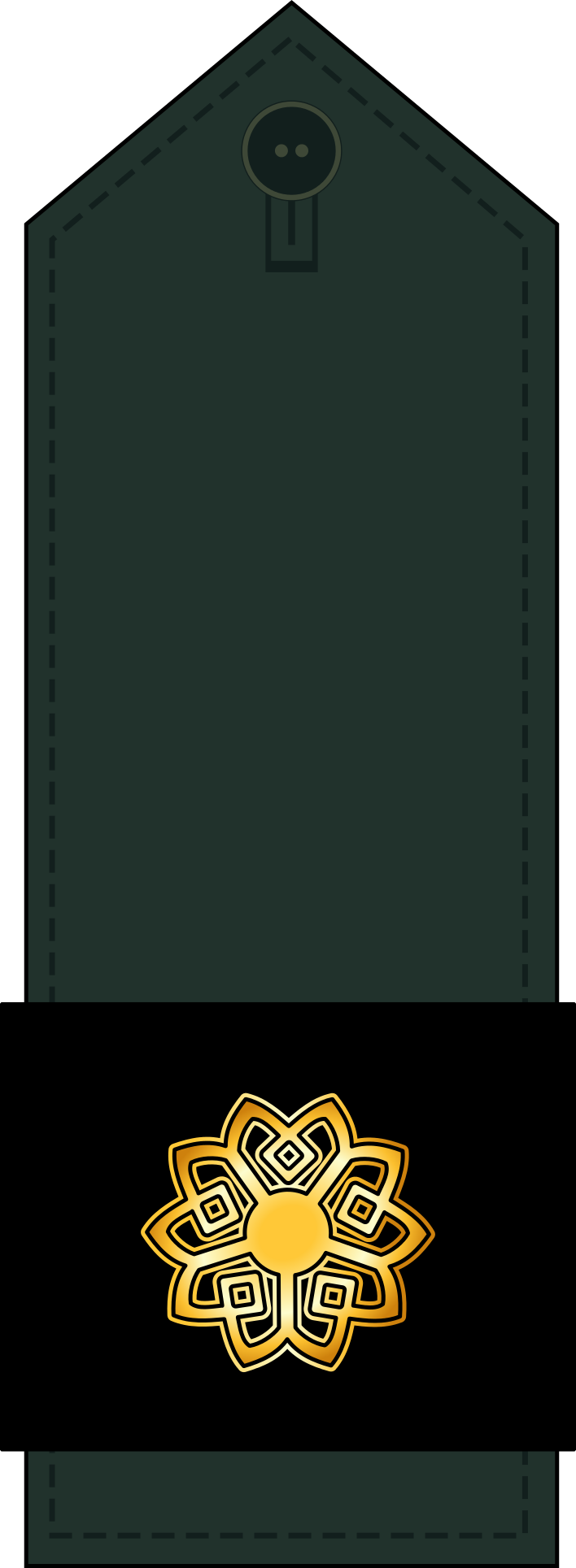
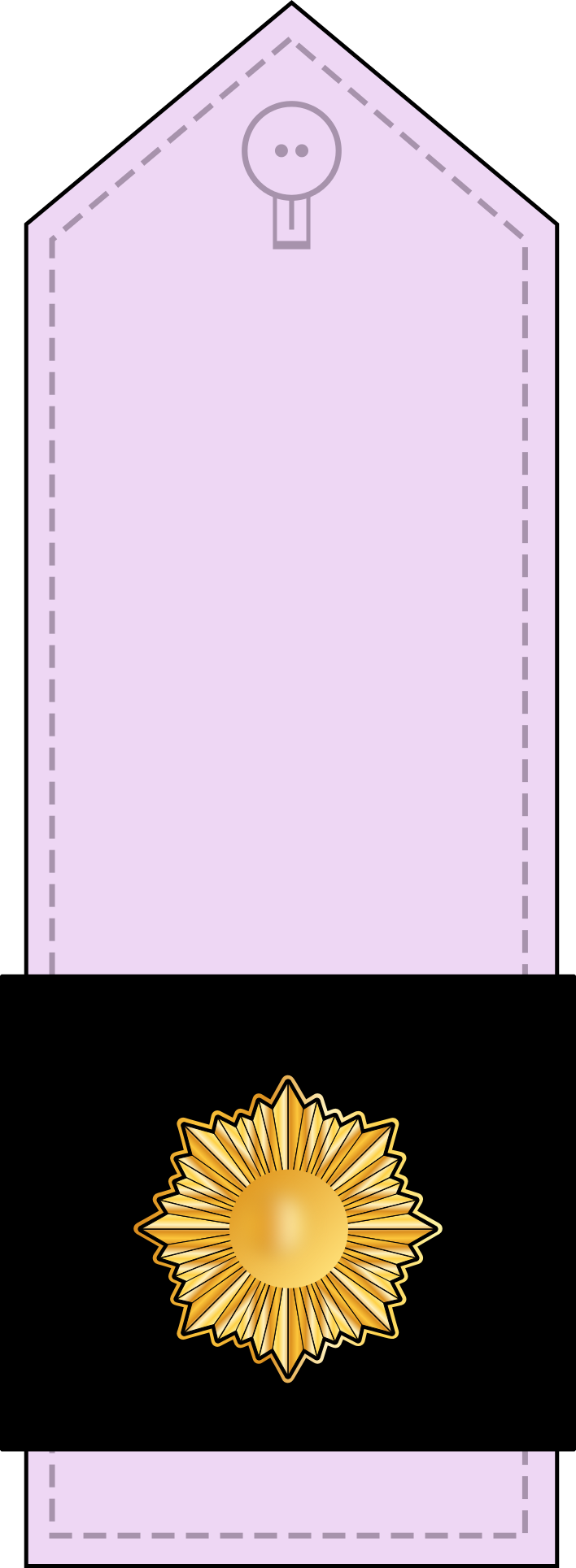
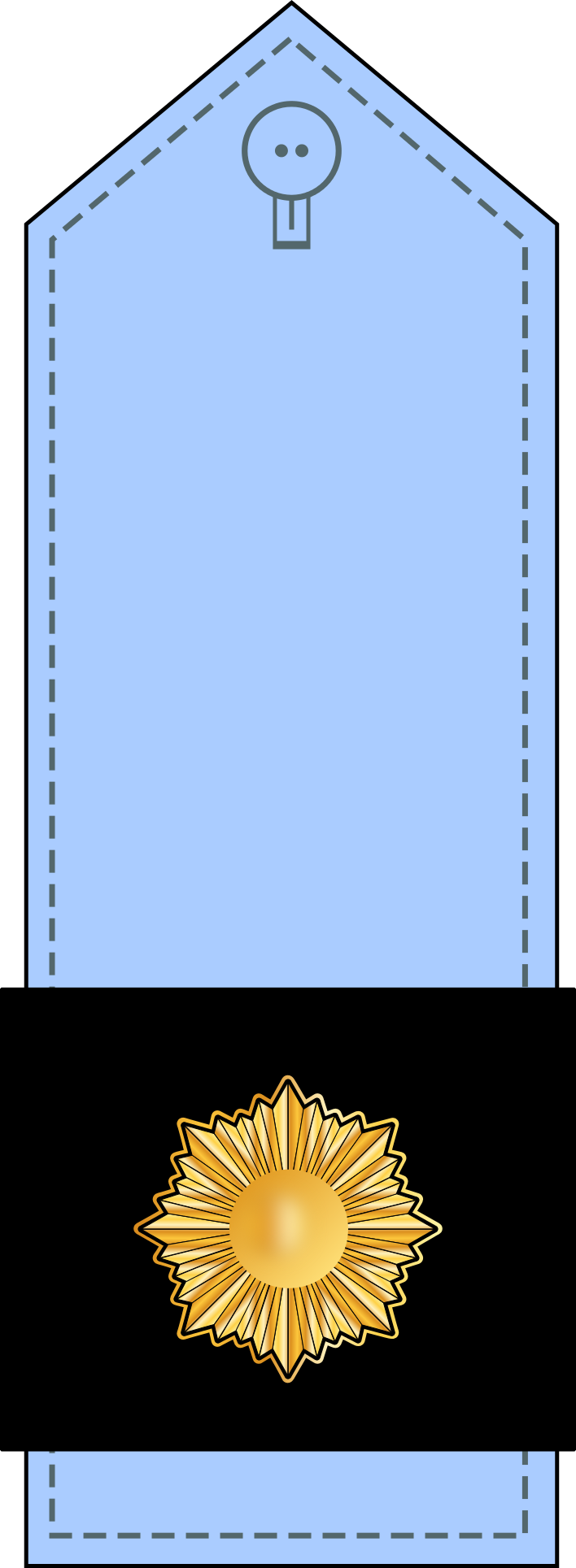
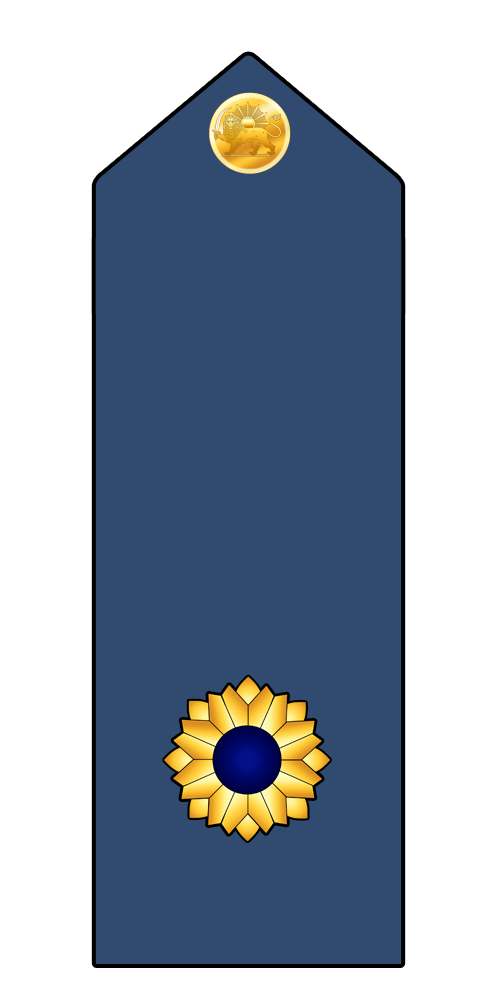
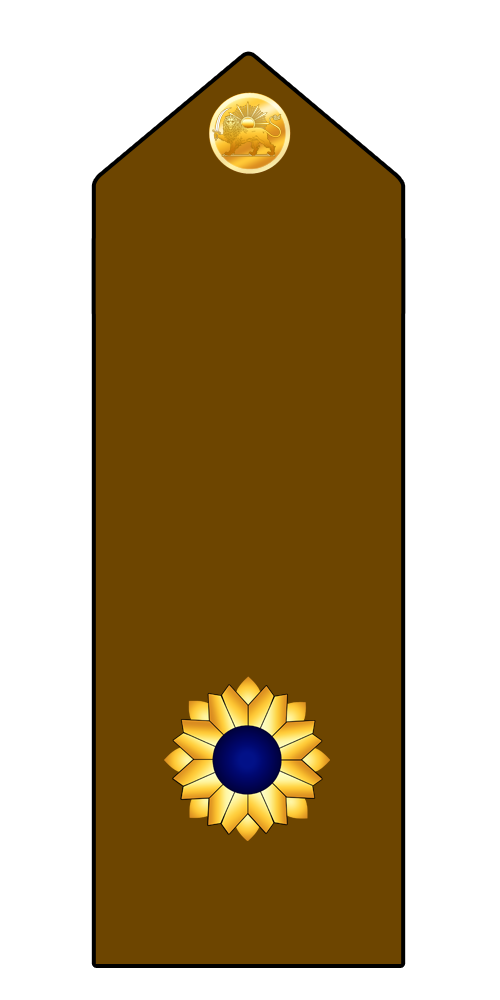